# Хедвиг Вилиџ (Тексас)
Хедвиг Вилиџ (енгл. Hedwig Village) град је у америчкој савезној држави Тексас. По попису становништва из 2010. у њему је живело 2.557 становника.

## Демографија
Према попису становништва из 2010. у граду је живело 2.557 становника, што је 223 (9,6%) становника више него 2000. године.
| Група             | 2000.         | 2010.         |
| Белци             | 1.816 (77,8%) | 1.766 (69,1%) |
| Афроамериканци    | 31 (1,3%)     | 33 (1,3%)     |
| Азијати           | 290 (12,4%)   | 396 (15,5%)   |
| Хиспаноамериканци | 146 (6,3%)    | 281 (11,0%)   |
| Укупно            | 2.334         | 2.557         |